# New Boston (Illinois)
New Boston é uma cidade localizada no estado americano de Illinois, no Condado de Mercer.

## Demografia
Segundo o censo americano de 2000, a sua população era de 632 habitantes.
Em 2006, foi estimada uma população de 631, um decréscimo de 1 (-0.2%).

## Geografia
De acordo com o United States Census Bureau tem uma área de
3,6 km², dos quais 2,4 km² cobertos por terra e 1,2 km² cobertos por água.

## Localidades na vizinhança
O diagrama seguinte representa as localidades num raio de 20 km ao redor de New Boston.